# FK Jagodina
FK Jagodina (Servisch: Фк Јагодина) is een Servische voetbalclub uit de stad Jagodina.
De club werd in 1918 opgericht als SD Dača en nam later de naam SK Jagodina aan. Van 1946 tot 1981 heette de club FK Polet, daarna werd de huidige naam aangenomen. In 2007 werd de club kampioen in de derde klasse. Met het behalen van de tweede plaats in de tweede klasse in 2008 promoveerde Jagodina meteen door naar de hoogste klasse en speelde daar acht seizoenen op rij. In 2018 degradeerde de club naar de derde klasse. In 2020 kwam de club wederom in de Prva Liga.

## Erelijst
- Beker

2013

## In Europa
#Q = #kwalificatieronde, T/U = Thuis/Uit, W = Wedstrijd, PUC = punten UEFA coëfficiënten .
Uitslagen vanuit gezichtspunt FK Jagodina
| Seizoen | Competitie    | Ronde | Land                | Club                | Totaalscore | 1e W    | 2e W    | PUC |
| ------- | ------------- | ----- | ------------------- | ------------------- | ----------- | ------- | ------- | --- |
| 2012/13 | Europa League | 1Q    | Vlag van Kazachstan | Ordabası FK Şımkent | 0-1         | 0-1 (T) | 0-0 (U) | 0.5 |
| 2013/14 | Europa League | 2Q    | Vlag van Rusland    | Roebin Kazan        | 2-4         | 2-3 (T) | 0-1 (U) | 0.0 |
| 2014/15 | Europa League | 2Q    | Vlag van Roemenië   | CFR Cluj            | 0-1         | 0-0 (U) | 0-1 (T) | 0.5 |

Totaal aantal punten voor UEFA coëfficiënten: 1.0